# Готфрид фон Щархемберг
Готфрид (Готхард) фон Щархемберг (на немски: Gottfried (Gotthard) von Starhemberg; † 20 юли 1493 или 9 септември 1493, Линц) е благородник от стария австрийски благороднически род Щархемберг цу Пюрнщайн, хауптман на Ландес об дер Енс.

## Произход
Той е син на Улрих I фон Щархемберг „Стари“ († 2 септември 1474) и първата му съпруга Доротея фон Хоенберг, вдовица на Рудолф фон Дюрнщайн, дъщеря на Йохан фон Хоенберг-Кройзбах и графиня Маргарета фон Ст. Георген-Бьозинг. Брат е на Улрих II фон Щархемберг († 1486), Балтазар фон Щархемберг († 1494) и Волфганг фон Щархемберг.
Баща му се жени втори път през 1430 г. за Магдалена фон Ортенбург († 1480/1506), дъщеря на граф Хайнрих V фон Ортенбург († 1449/1451).
Щархембергите са от 1643 г. имперски графове и от 1765 г. имперски князе.

## Фамилия
Първи брак: с Катарина фон Шерфенберг, дъщеря на Бернхард фон Шерфенберг († 1513) и Елизабет фон Фладниц († 1489). Те имат една дъщеря:
- Анна фон Щархемберг

Втори брак: през 1431 г. с Барбара фон Ортенбург († 1502), дъщеря на граф Георг II fon Ортенбург († пр. февруари 1489) и Анастасия фон Фраунберг († 1502). Бракът е бездетен.